# Onthophagus dellacasai
Onthophagus dellacasai là một loài bọ cánh cứng trong họ Bọ hung (Scarabaeidae).